# Ефрас Кезілахабі
Е́фрас Кезілаха́бі (англ. Euphrase Kezilahabi; 13 квітня 1944, район Укереве, провінція Мванза, Танганьїка — 9 січня 2020) — танзанійський письменник, поет, науковець (суахілійські студії) і педагог; писав мовою суахілі; жив й працював у Ботсвані.

## Біографічні дані
Ефрас Кезілахабі народився 13 квітня 1944 року в районі Укереве провінції Мванза тодішньої Танганьїки в католицькій родині.
Закінчив Університет Дар-ес-Салама (1970). Продовжив навчання в Університеті Вісконсіну (США).
Тривалий час жив у Ботсвані, де працював викладачем в Університеті Ботсвани на посаді професора африканських мов.

## Творчість
У танзанійській літературі Е. Кезілахабі дебютував реалістичними романами: «Роза Містика» (1971), «Світ тривог» (1975), «Нікчемц» (1976).
Ефрас Кезілахабі — основоположник східноафриканського фантастичного роману-притчі, в якому фольклорні мотиви переплітаються з релігійним символізмом, елементами антиутопії: «Нагона» (1989), «Лабіринт» (1990). Письменник одним із перших у регіоні звернувся до нових форм у поезії, відкинувши більш традиційні жанри (збірки «Опік», 1974, «Ласкаво просимо», 1988).
Вибрана бібліографія:
- The Concept of the Hero in African Fiction (1983);
- Rosa Mistika (1988);
- Karibu Ndani (1988);
- Nagona (1990);
- Mzingile (1991);
- «Прості істини: вибрані твори Ефраса Кезілахабі» (Stray Truths: Selected Poems of Euphrase Kezilahabi) [Архівовано 12 березня 2018 у Wayback Machine.] (Переклади англійською Еннмарі Друрі / Annmarie Drury) (2015).